# Bouwlust (Bergambacht)

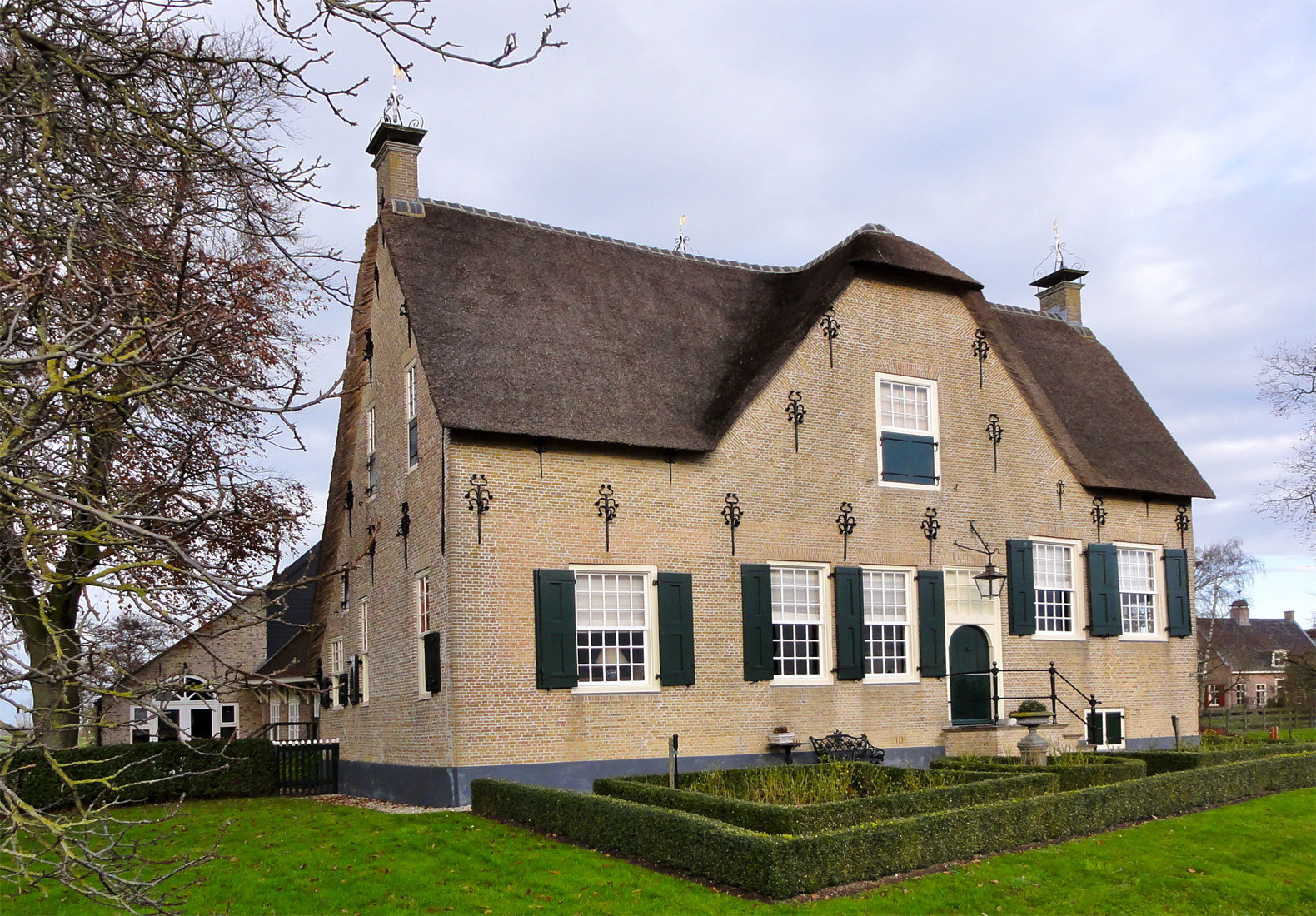
De monumentale boerderij Bouwlust aan de Bovenberg 54 te Bergambacht

Bouwlust is een monumentale boerderij in de plaats Bergambacht aan de Bovenberg 54, in de Nederlandse provincie Zuid-Holland. 
Voor de boerderij stond lange tijd een bijzondere 2 meter hoge zonnewijzer met 24 vlakken, die echter in de 20e eeuw verdwenen is bij het pand. 

## Geschiedenis
Bouwlust is een herenhoeve, die halverwege de 17e eeuw werd gebouwd van gele baksteen. In 1671 is er aan de oostzijde een keukentravee uitgebouwd met een classicistische topgevel. De brede voorzijde aan de zuidzijde heeft een toegangsdeur met bordes. Links ervan drie ramen die lager gelegen zijn dan de twee ramen aan de rechterzijde. Schuin linksboven de toegangsdeur bevindt zich nog een raam in de topgevel. De 18e-eeuwse roedeverdeling van de ramen is bij een restauratie in de 20e eeuw aangebracht, tevens zijn toen de sierankers aangebracht. Rond 1941 werd Bouwlust ingericht als een particulier museum. In 1964 stopte de toenmalige eigenaar met het museum. Een deel van de toenmalige collectie is ondergebracht in museum het Catharina Gasthuis in Gouda, een ander deel van de collectie is verkocht aan derden. In het begin van de 21e eeuw werd de boerderij gerestaureerd. De voormalige herenhoeve is erkend als rijksmonument. De vroegere chauffeurswoning is ingericht voor bed-and-breakfastgasten. 

## Het wassende water
In 1984 vormde Bouwlust het decor voor de opnamen van de NCRV-televisieserie Het wassende water, naar de roman van Herman de Man. De serie werd in 1986 uitgezonden. Veel van de buitenopnamen werden bij Bouwlust gemaakt.

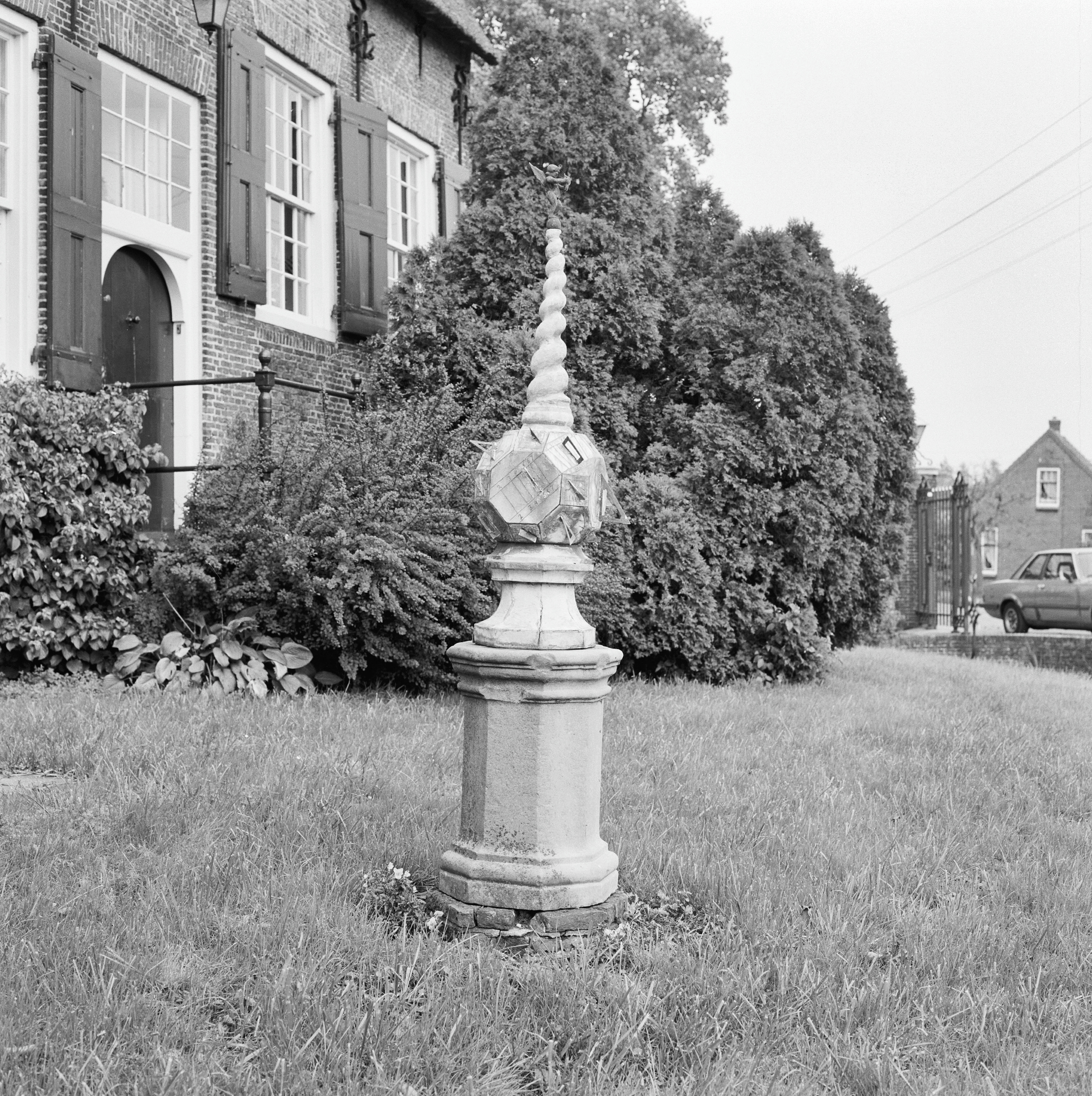
Zonnewijzer op sokkel
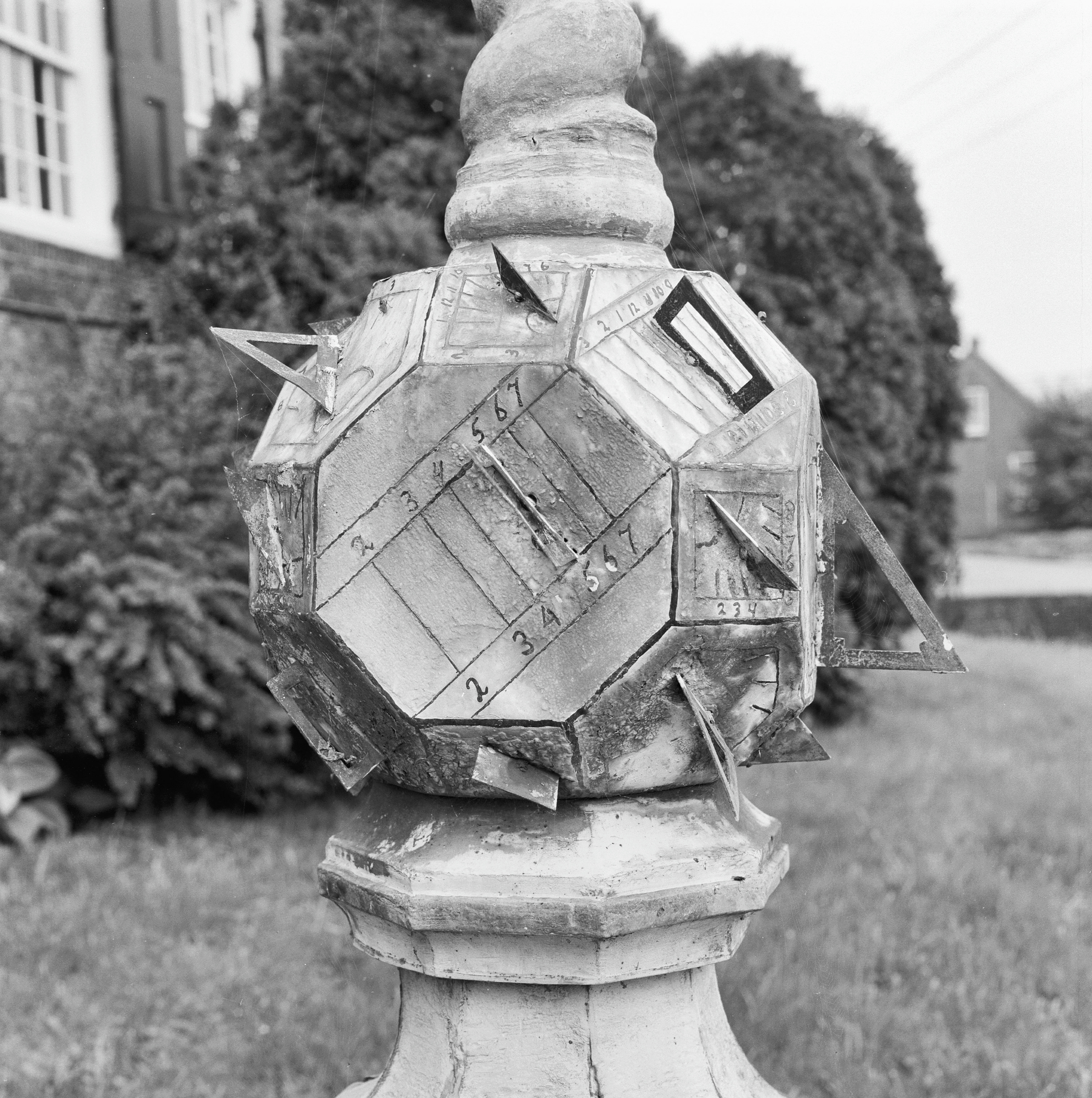
Zonnewijzer (detail)
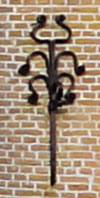
Een van de sierankers